# Mycaranthes tricuspidata
Mycaranthes tricuspidata är en orkidéart som först beskrevs av Robert Allen Rolfe, och fick sitt nu gällande namn av Stephan Rauschert. Mycaranthes tricuspidata ingår i släktet Mycaranthes och familjen orkidéer.
Artens utbredningsområde är Sulawesi. Inga underarter finns listade i Catalogue of Life.